# Andes cloelia
Andes cloelia är en insektsart som beskrevs av Ronald Gordon Fennah 1958. Andes cloelia ingår i släktet Andes och familjen kilstritar. Inga underarter finns listade i Catalogue of Life.